# CoCo Brown
CoCo Brown (Toledo, Ohio; 16 de septiembre de 1978) es una actriz pornográfica retirada y DJ estadounidense.

## Biografía
Brown nació en la ciudad de Toledo, en el estado de Ohio. Se mudó con su familia a Las Vegas, donde realizaría el Instituto. A los 15 años de edad se escapó de su casa para no volver.
Empezó a trabajar como estríper en Las Vegas, donde fue descubierta por el productor pornográfico Nicky Starks. Entró en la industria pornográfica en 1998, inicialmente usando el nombre de Honey Love. Su primera película fue Bomb Ass Pussy 2.
En 1999 se trasladó a Berlín (Alemania), donde reside en la actualidad. Se casó con el millonario alemán Andreas Gauger en 2001, divorciándose nueve años después, en 2010.
En 2001, firmó un contrato en exclusiva con DBM, estudio con el que realizó hasta 19 películas.
En 2003 decidió retirarse de la industria, con un total de 47 películas grabadas. Después de dejarlo, Brown se lanzó al mundo de la canción, donde empezó a hacerse llamar Ms No Tonsils entre 2004 y 2009. En la actualidad trabaja como DJ.
Algunos trabajos de su filmografía fueron Black Dirty Debutantes 12, Black Lesbian Love, Get Your Freak On, Sugar o Super DP Freaks.